# Lương Tam Quang
Lương Tam Quang (sinh ngày 17 tháng 10 năm 1965) là một tướng lĩnh Công an nhân dân Việt Nam, hàm Đại tướng. Ông hiện là Bộ trưởng Bộ Công an Việt Nam trong Chính phủ Phạm Minh Chính, Ủy viên Bộ Chính trị Ban Chấp hành Trung ương Đảng Cộng sản Việt Nam khóa XIII và Bí thư Đảng ủy Công an Trung ương. Ông nguyên là Thứ trưởng Bộ Công an kiêm Thủ trưởng Cơ quan An ninh điều tra Bộ Công an, Chánh Văn phòng kiêm Người phát ngôn của Bộ Công an Việt Nam.

## Xuất thân và giáo dục
Lương Tam Quang sinh năm 1965, quê quán ở thôn Lương Xá, xã Hiệp Cường, huyện Kim Động, tỉnh Hưng Yên, Việt Nam. Từ tháng 1 năm 1983 đến tháng 8 năm 1985: ông là học viên Trường Trung cấp An ninh IV. Ông từng được đào tạo chuyển cấp lên đại học tại Học viện An ninh nhân dân từ tháng 11 năm 1989 đến tháng 8 năm 1994. Trước đó ông là học sinh khóa I trường THPT Kim Liên - Hà Nội. Ông gia nhập Đảng Cộng sản Việt Nam từ ngày 21 tháng 11 năm 1998 và trở thành Đảng viên chính thức vào đúng ngày này một năm sau.

## Sự nghiệp
Lương Tam Quang từng giữ các chức Phó Trưởng phòng An ninh kinh tế, Trưởng phòng An ninh kinh tế, Phó Cục trưởng Cục An ninh kinh tế tổng hợp, Phó Chánh Văn phòng Bộ Công an.
Trước khi làm Phó Chánh Văn phòng Bộ Công an, ông còn là Trợ lý Thứ trưởng Bộ Công an.
Năm 2012, 2013, 2014, ông mang cấp bậc hàm Đại tá, giữ chức Phó Chánh Văn phòng Bộ Công an.
Năm 2015, ông mang cấp bậc hàm Thiếu tướng, giữ chức Phó Chánh Văn phòng Bộ Công an.
Ngày 1 tháng 10 năm 2017, ông được bổ nhiệm làm Chánh Văn phòng Bộ Công an Việt Nam kiêm Người phát ngôn của Bộ Công an Việt Nam thay Trung tướng Nguyễn Danh Cộng.
Tháng 3 năm 2019, ông được thăng cấp bậc hàm từ Thiếu tướng lên Trung tướng.
Ngày 15 tháng 8 năm 2019, ông cùng với Thiếu tướng Nguyễn Duy Ngọc được bổ nhiệm giữ chức vụ Thứ trưởng Bộ Công an.
Ngày 21 tháng 5 năm 2020, tướng Quang được bổ nhiệm giữ chức danh tư pháp Thủ trưởng Cơ quan An ninh điều tra Bộ Công an thay cho Thượng tướng Bùi Văn Nam.
Ngày 30 tháng 1 năm 2021, tại Đại hội đại biểu toàn quốc lần thứ XIII của Đảng, ông được bầu là Ủy viên Ban Chấp hành Trung ương Đảng.
Ngày 1 tháng 6 năm 2021, Bộ Chính trị ban hành quyết định số 107-QĐNS/TW về việc chỉ định Đảng ủy Công an Trung ương nhiệm kỳ 2020–2025, theo đó Lương Tam Quang được chỉ định tham gia Ban Thường vụ Đảng ủy Công an Trung ương.
Ngày 6 tháng 1 năm 2022, ông được Chủ tịch nước Nguyễn Xuân Phúc thăng cấp bậc hàm từ Trung tướng lên Thượng tướng.
Chiều ngày 8 tháng 9 năm 2023, tại Hà Nội, Đại hội đại biểu toàn quốc lần thứ nhất, nhiệm kỳ I (2023–2028) của Hiệp hội An ninh mạng quốc gia đã thành công tốt đẹp; Lương Tam Quang được Đại hội bầu làm Chủ tịch Hiệp hội An ninh mạng Quốc gia nhiệm kỳ 2023–2028.
Chiều ngày 15 tháng 12 năm 2023, Đại hội thành lập Hiệp hội thể thao CAND Việt Nam, nhiệm kỳ 2023–2028 đã được tổ chức tại Hà Nội; Hiệp hội đã bầu ra 7 đại biểu tham gia Ban Thường vụ; lãnh đạo Hiệp hội có Chủ tịch và 5 Phó Chủ tịch, 1 Phó Chủ tịch kiêm Tổng thư ký Hiệp hội do Thượng tướng Lương Tam Quang làm Chủ tịch; Ban Kiểm tra với 3 thành viên.
Chiều ngày 20 tháng 10 năm 2024, tại Phủ Chủ tịch, Tổng Bí thư, Chủ tịch nước Tô Lâm, Bí thư Quân ủy Trung ương, Chủ tịch Hội đồng Quốc phòng và An ninh, Thống lĩnh các lực lượng vũ trang đã chủ trì buổi lễ trao Quyết định thăng cấp bậc hàm Đại tướng đối với Thượng tướng Lương Tam Quang, Ủy viên Bộ Chính trị, Bí thư Đảng ủy Công an Trung ương, Bộ trưởng Bộ Công an

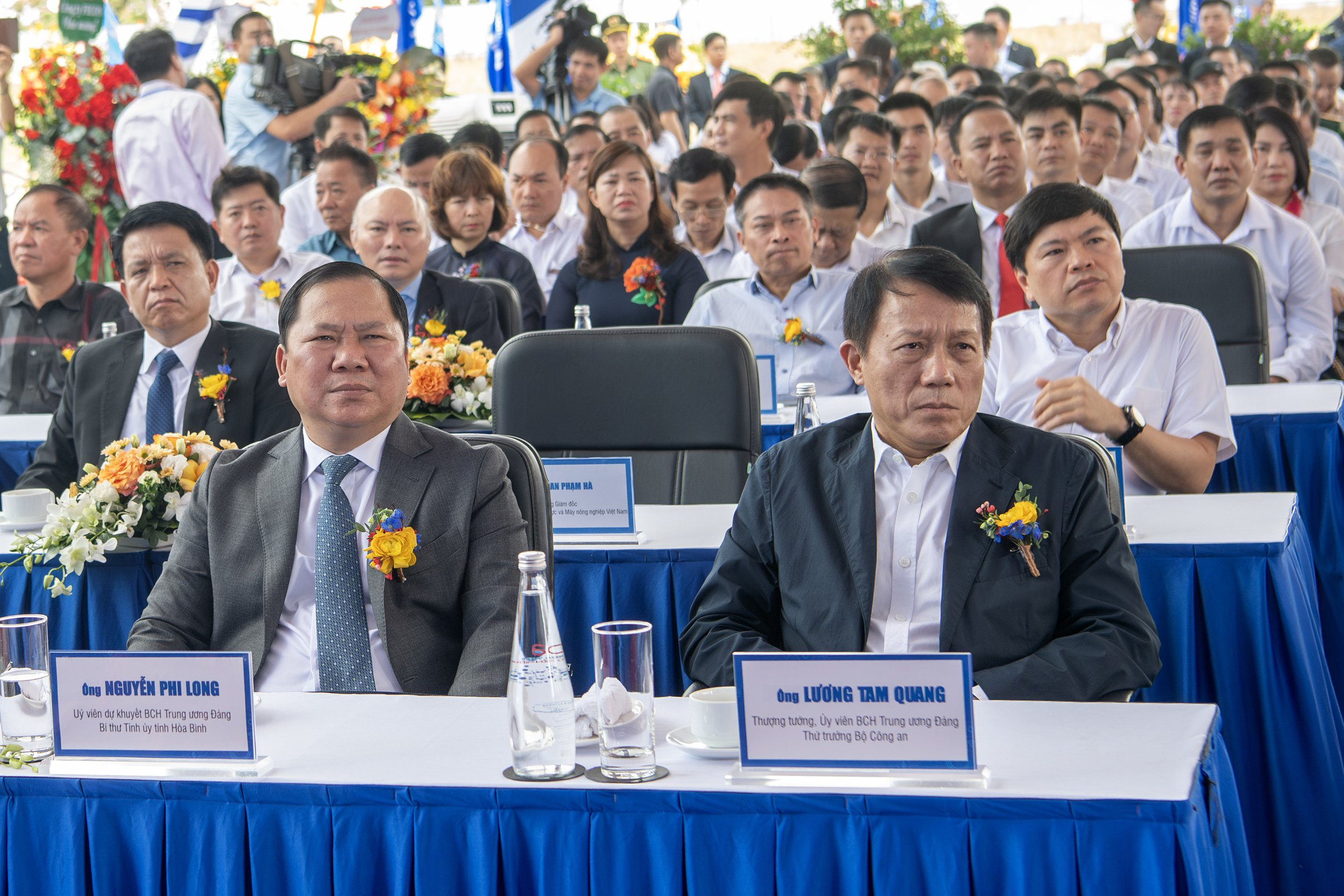
Thượng tướng Lương Tam Quang, Thứ trưởng Bộ Công an, tại Hà Nội năm 2023

### Bộ trưởng Bộ Công an
Chiều ngày 6 tháng 6 năm 2024, Quốc hội đã thông qua Nghị quyết phê chuẩn đề nghị của Thủ tướng Phạm Minh Chính về việc bổ nhiệm ông Lương Tam Quang làm Bộ trưởng Bộ Công an với 468/469 đại biểu Quốc hội tán thành (chiếm 96,10 % tổng số đại biểu Quốc hội).
Ngày 16 tháng 8 năm 2024, Ban Chấp hành Trung ương Đảng đã quyết định giới thiệu nhân sự và cho ý kiến để Bộ Chính trị giới thiệu nhân sự kiện toàn lãnh đạo một số cơ quan nhà nước nhiệm kỳ 2021 - 2026 theo quy định.
Ban Chấp hành Trung ương Đảng đã bầu bổ sung ông Lương Tam Quang, Bộ trưởng Bộ Công an làm Ủy viên Bộ Chính trị khóa XIII, nhiệm kỳ 2021-2026.

## Tặng thưởng
- Huân chương Quân công hạng Nhì (năm 2020)
- Huân chương Chiến công hạng Nhì (năm 2015)[12]
- Huy chương Quân kỳ Quyết thắng
- Huy chương Chiến sĩ vẻ vang hạng Nhất, Nhì, Ba

## Lịch sử phong, thăng cấp bậc hàm
| Năm       | 2011   | 2015        | 2019        | 2022         | 2024      |
| --------- | ------ | ----------- | ----------- | ------------ | --------- |
| Cấp hiệu  |        |             |             |              |           |
| Danh xưng | Đại tá | Thiếu tướng | Trung tướng | Thượng tướng | Đại tướng |